# Andreas Buxtorf
Pour les articles homonymes, voir Buxtorf.
Andreas Buxtorf (né le 24 avril 1740 à Bâle-mort le 17 juillet 1815 à Schinznach-Bad), est une personnalité politique de Bâle (Suisse).
Andreas Buxtorf représenta la corporation des Monnayeurs au Grand Conseil (1765-1767). Il fut membre du Petit Conseil (1767-1783), bailli du Petit-Huningue (1777-1782), membre du conseil des Trois (1783), premier prévôt des corporations (1784-1796) puis bourgmestre de Bâle (1796-1798). Délégué à la Diète. Partisan de la République helvétique. Membre de la commission pour une nouvelle Constitution bâloise.
Franc-maçon, en 1768, il reçoit les Constitutions de la loge Aux Trois Chardons de Francfort pour créer la loge bâloise Zur Freiheit (À la Liberté), première loge suisse relevant de l'Ordre de la Stricte observance templière .